# تپه ارزنه
تپه ارزنه مربوط به سدهٔ ۶ تا ۱۰ ه.ق است و در شهرستان تایباد، بخش باخرز، دهستان باخرز، ۵۰۰ متری جنوب روستای ارزنه واقع شده و این اثر در تاریخ ۳ خرداد ۱۳۸۶ با شمارهٔ ثبت ۱۹۱۰۶ به‌عنوان یکی از آثار ملی ایران به ثبت رسیده است.